# Institut d'études bouddhiques de Wuchang
L'institut d'études bouddhiques de Wuchang (chinois : 武昌佛学院 ; pinyin : wǔchāng fó xuéyuàn) est un institut fondé en 1922, sous la République de Chine (1912-1949), et situé dans le Temple Baotong (zh), dans le district de Hongshan (district de Wuchang), à Wuhan, dans la province de Hubei, en République populaire de Chine.